# Glenea rubrobasicornis
Glenea rubrobasicornis là một loài bọ cánh cứng trong họ Cerambycidae.